# Erich von Müller
Gotthelf Ernst Adolf Johann Erich Müller, seit 1900 von Müller, (* 18. September 1877 in Berlin; † 31. Januar 1945) war ein deutscher Marineoffizier und Marineattaché an der deutschen Botschaft in London. Er war dort einer der Protagonisten der deutsch-englischen Flottenrivalität im Vorfeld des Ersten Weltkriegs.

## Leben
Erich Müller, Sohn des 1900 geadelten Offiziers (zuletzt General der Artillerie) Eugen von Müller (1844–1911), trat 1895 in die kaiserlich-deutsche Marine ein. Von Februar 1910 bis September 1910 war er als Kapitänleutnant Kommandant der Sleipner. In der Marine wurde er bis zum Korvettenkapitän befördert. Seine Berufung zum Marineattaché 1912 verdankte er vor allem seinem Mentor dem Staatssekretär im Reichsmarineamt Alfred von Tirpitz und der Fürsprache seines Vorgängers Wilhelm Widenmann. Seine Intervention, noch auf dem Posten des Marineattachés in London, zugunsten von Müller verhinderte die Ernennung des gemäßigteren Kandidaten Korvettenkapitän Werner von Rheinbaben, der ursprünglich für den Londoner Attachéposten vorgesehen war.

## Als Marineattaché in London
Dem Londoner Attachéposten – ohnehin der wichtigste Marineattachéposten, den die deutsche Militärdiplomatie zu vergeben hatte – kam bereits seit der Jahrhundertwende und ganz besonders in den letzten Jahren vor dem Ersten Weltkrieg eine besondere Bedeutung zu. Da es sich hier um eine Schlüsselpositionen im Deutsch-Britischen Flottenkonflikt handelte, war seine Besetzung von immenser Bedeutung. Bereits der Vorgänger von Widenmann, Carl Coerper (1854–1942) hatte nicht nur auf die Brisanz, sondern auch auf die Ursachen der mit Großbritannien entstandenen Feindschaft aufmerksam gemacht. Während der Amtszeit von Widenmann war diese Krise noch offener zutage getreten und hatte unter anderem dazu geführt, dass der deutsche Botschafter Paul Metternich (1853–1934) im Mai 1912 nach heftiger Kontroverse mit Kaiser Wilhelm II. sein Amt niederlegte. Damit hatte sich die „harte Position“ Deutschlands gegenüber England durchgesetzt. Nach einer kurzen Interimszeit des Botschafters Bieberstein war im September 1912 Karl Max von Lichnowsky (1860–1928) als neuer Botschafter akkreditiert worden. Mit Beginn des Ersten Weltkriegs – also der Kriegserklärung – wurde von Müller aus London abberufen.
Von Müller, der, wie sein Freund und Vorgänger Wilhelm Widenmann, einen „harten Kurs“ gegenüber England befürwortete, vertrat in diesem Konflikt die Auffassung, man müsse sich gegenüber den britischen Forderungen nach einer Reduzierung des deutschen Flottenaufbaus unnachgiebig zeigen – denn wenn man erst einmal zur See derart stark sei, dass die Briten die deutsche Hochseeflotte nicht ohne unvertretbare eigene Verluste besiegen könnten, würden diese ganz von alleine die Annäherung an Deutschland suchen. Das war ein äußerst unrealistisches Vabanquespiel. Deshalb war das Agieren Erich von Müllers in London, der energisch darauf bedacht war, ein Nachgeben oder „Einknicken“ der deutschen Diplomatie in der Flottenfrage zu vermeiden, höchst umstritten. Dazu kam außerdem, dass sich sein Verhalten völlig im Widerspruch zu den Prinzipien der Attachéarbeit, wie sie 1900 gefasst worden waren, befand. Kaiser Wilhelm II. hatte zwar von Müllers Berichte als „geradezu staatsmännisch“ gerühmt. Aber Reichskanzler Theobald von Bethmann Hollweg konnte demgegenüber in dem Attaché nichts weiter entdecken als einen „gefährlichen Scharfmacher“. Außenstaatssekretär von Jagow warf von Müller im gleichen Ton vor, er betreibe eine „tendenziöse Berichterstattung“. Doch dieser verspottete den selbstbewussten Flottenlobbyisten als „der schöne Müller“.

## Während des Ersten Weltkriegs
In der Anfangsphase des Ersten Weltkrieges plädierte Erich von Müller dafür, sich nun aber der britischen Flotte gegenüber vorerst „ganz passiv zu verhalten“. Für die Entscheidung der liberalen britischen Regierung Asquith im August 1914, auf der Seite von Frankreich und Russland gegen Deutschland in den Krieg einzutreten, machte Müller insbesondere den damaligen britischen Marineminister Winston Churchill verantwortlich, unter dessen Einfluss sich – so Müller – die „Kriegspartei“ im Kabinett Asquith nach „harten Kämpfen“ gegen die Anti-Kriegspartei hätte durchsetzen können. Doch bereits zum 12. Juni 1915 übernahm er die Marineattachéstelle in den Niederlanden. Deutscher Botschafter war zu diesem Zeitpunkt noch Felix von Müller (1857–1918), der dann 1915 durch Richard von Kühlmann (1873–1948) abgelöst wurde. Friedrich Rosen charakterisierte den Marineattaché von Müller als sehr „begabt aber noch temperamentvoller“. In diesem Aufgabenfeld war Erich von Müller ab 13. Juli 1915 zugleich als Leiter der Marinezweigstelle Kopenhagen zuständig. Diese gehörte zum Marineattachébereich der Nordischen Reiche. Deutscher Botschafter in Kopenhagen war zu diesem Zeitpunkt Ulrich von Brockdorff-Rantzau (1869–1928). Für den Verantwortungsbereich der Niederland erhielt von Müller ab Ende 1918 Verstärkung den Fregattenkapitän Wilhelm von Haxthausen (1874–1936) als stellvertretenden Marineattaché und durch Walter Köhler als Gehilfen. Am 5. Juni 1919 wurde von Müller in den Niederlanden durch Ernst von Weizsäcker (1882–1951) als neuer Marineattaché abgelöst. Mit Wirkung vom 31. März 1920 wurden durch das Auswärtige Amt die ersten militärischen Attachés nach Deutschland zurückbeordert und später die eingerichteten Stellen aufgelöst.

## In der Weimarer Republik
Der Diskussion um die möglicherweise durch den Versailler Vertrag festgelegte Auflösung aller militärischen Attachéstellen zuvorzukommen wurde Erich von Müller, aus Den Haag kommend, im August 1919 an der deutschen Gesandtschaft in Kopenhagen als Marineattaché verwendet. Ein Jahr später erfolgte dann die tatsächliche Auflösung und er kehrte nach Deutschland zurück.
Um das Jahr 1931 war Erich von Müller als 3. Vorsitzender beim Deutschen Hochseesportverband HANSA. Im Berliner Adressbuch von 1943 ist er als Kapitän zur See a. D. mit Wohnanschrift in Berlin-Wannsee nachweisbar.

## Privates
Erich von Müller war seit 7. Juli 1913 mit Emily Symington, geborene Taylor (* 11. November 1879 in Fort Leavenworth; † 3. März 1945 in Berlin), Tochter des US-amerikanischen Obersten Daniel Morgan Taylor und Nichte des Admirals Robley D. Evans, verheiratet. Sie starb kurz vor Ende des Zweiten Weltkrieges im Krankenhaus Prenzlauer Berg an Diphtherie.
Müller starb am 31. Januar 1945, ebenfalls wenige Monaten vor Ende des Krieges. Sein Grab befindet sich auf der Kriegsgräberstätte in Berlin-Wannsee II.